# Chrysopodes (Neosuarius) nigripilosus
Chrysopodes (Neosuarius) nigripilosus is een insect uit de familie van de gaasvliegen (Chrysopidae), die tot de orde netvleugeligen (Neuroptera) behoort. 
Chrysopodes (Neosuarius) nigripilosus is voor het eerst wetenschappelijk beschreven door Banks in 1924.